# Runcinia manicata
Runcinia manicata là một loài nhện trong họ Thomisidae.
Loài này thuộc chi Runcinia. Runcinia manicata được Tord Tamerlan Teodor Thorell miêu tả năm 1895.